# Believe (canção de Cher)
"Believe" é uma canção dance vencedora de Grammy Award da cantora Cher e o primeiro single mundial do seu 23º álbum de estúdio, Believe.

## Informações da canção
"Believe" foi composta por um pequeno número de compositores, que inclui Paul Barry, Matt Gray, Brian Higgins, Stuart McLellan, Timothy Powell, e Steven Torch. A canção, gravada e lançada em 1998, foi#1 em 23 países ao redor do mundo. Na semana de 13 de Março de 1999, ela alcançou o topo da Billboard Hot 100, fazendo de Cher a artista feminina mais velha (aos 52 anos) a conseguir isso. Ela também foi eleita a canção de maior sucesso de 1999 pela Billboard, e se tornou o single de maior sucesso em toda a carreira da cantora. "Believe" também ficou sete semanas no topo da UK Singles Chart e ainda é o single mais vendido de uma artista feminina no Reino Unido.
Em 2007, foi o single mais vendido sob a marca da Warner Bros. Records e a canção dance de maior sucesso da história, vendendo mais de 10 milhões de cópias mundialmente, sendo a 20º canção mais baixada de todos os tempos. Ela também foi a canção com o maior número de semanas no top 10, ficando lá por 28 semanas.
O sucesso da canção não só se expandiu através de cada parada de singles em cada país, mas também em cada parada dance. Nos Estados Unidos, "Believe" ficou 23 semanas na parada Hot Dance Club Play e 22 semanas na European Hot Dance Chart. "Believe" também marcou um recorde em 1999 após ficar 21 semanas no topo da Billboard Hot Dance Singles Sales, sendo que ainda estava no top 10 dessa lista mesmo um ano após entrar nela..
"Believe" fez mais de 100 performances da canção em sua turnê de 1999-2000 Do You Believe? Tour e então se aproximou da marca de 300 apresentações no épico de 2002-2005 Living Proof: The Farewell Tour.
No Brasil a canção fez parte da trilha sonora internacional da novela Suave Veneno, da Rede Globo em 1999.

## Formatos e faixas
| CD single norte-americano 1. Believe — 4:00 2. Believe (Xenomania Mix) (4:20 CD Maxi single norte-americano 1. Believe (Album Version) — 4:00 2. Believe (Phat 'N' Phunky Club Mix) — 7:45 3. Believe (Club 69 Phunk Club Mix) — 8:55) 4. Believe (Almighty Definitive Mix) — 7:36 5. Believe (Xenomania Mad Tim And The Mekon Club Mix) — 9:15 6. Believe (Club 69 Future Anthem Mix) — 9:20 7. Believe (Grips Heartbroken Mix) — 9:12 8. Believe (Club 69 Future Anthem Dub) — 7:13 9. Believe (Club 69 Phunk Dub) — 7:04 10. Believe (Phat 'N' Phunky 'After Luv' Dub) — 6:22 | CD single europeu - Parte I 1. Believe (Album Version) — 4:00 2. Believe (Almighty Definitive Mix) — 7:36 3. Believe (Xenomania Downtempo Mix) — 4:20 CD single europeu - Parte II 1. Believe (Album Version) — 4:00 2. Believe (Grips Heartbroken Mix) — 9:12 3. Believe (Club 69 Future Mix) — 9:20 Remixes adicionais apenas promocionais - Main Version (3:58) - Video Edit (3:55) - Extended Remix (5:30) - Club 69 Future Anthem Mix (9:20) - Club 69 Future Anthem Dub (7:35) - Club 69 Future Anthem Dub Edit (7:13) - Grips Heaven Dub (6:50) - Club 69 Future Dub (7:45) - Club 69 Future Mix (9:14) - Club 69 Future Mix Edit (6:50) - Club 69 Phunk Club Mix (8:43) - Club 69 Phunk Dub (7:04) - Phat 'N' Phunky After luv Dub*(6:07) - Phat 'N' Phunky After luv Dub (6:22) - Phat 'N' Phunky Club Mix (7:42) |

### Posições
| Top 1999)                                      | Melhor posição |
| ---------------------------------------------- | -------------- |
| Alemanha - Parada de Singles                   | 1              |
| Austrália - Parada de Singles ARIA             | 1              |
| Áustria - Parada de Singles                    | 2              |
| Bélgica - Parada de Singles                    | 1              |
| Canadá - Hot 100 Singles                       | 2              |
| Croácia - Parada de Singles                    | 1              |
| EUA - Billboard Hot 100                        | 1              |
| EUA - Billboard Top Canções Tocadas nas Pistas | 4              |
| República Tcheca - Parada de Singles           | 1              |
| Holanda - Top 40 da Parada de Singles          | 1              |
| Europa - Eurochart Hot 100 Singles             | 1              |
| Finlândia - Parada de Singles                  | 6              |

| Top (1999)                              | Melhor posição |
| --------------------------------------- | -------------- |
| Irlanda                                 | 1              |
| Israel                                  | 1              |
| Itália                                  | 1              |
| Letônia                                 | 1              |
| Mundo - Global Track Chart              | 1 (13x)        |
| Nova Zelândia - Parada de Singles RIANZ | 1              |
| Noruega                                 | 1              |
| Reino Unido - Parada de Singles         | 1              |
| Romênia - Parada de Singles             | 1              |
| Rússia - Parada de Airplay              | 1              |
| Suécia - Parada de Singles              | 1              |
| Suíça - Parada de Singles               | 1              |

### Certificações
| País           | Responsável | Certificação       | Vendas          |
| -------------- | ----------- | ------------------ | --------------- |
| Alemanha       | IFPI        | 5× Ouro 2× Platina | 500,000 400,000 |
| Austrália      | ARIA        | 3× Platina         | 210,000         |
| Áustria        | IFPI        | Platina            | 30,000          |
| Estados Unidos | RIAA        | 2× Platina         | 2,000,000       |
| França         | SNEP        | Diamante           | 750,000         |
| Holanda        | IFPI        | Platina            | 60,000          |

| País                              | Responsável | Certificação | Vendas    |
| --------------------------------- | ----------- | ------------ | --------- |
| Nova Zelândia [carece de fontes?] | RIANZ       | Ouro         | 5,000     |
| Noruega                           | IFPI        | 2× Platina   | 20,000    |
| Reino Unido [carece de fontes?]   | BPI         | 3× Platina   | 1,672,000 |
| Suécia                            | IFPI        | 3× Platina   | 60,000    |
| Suíça                             | IFPI        | Platina      | 30,000    |